# Andrzej Kosiór
Andrzej Bolesław Kosiór (ur. 16 kwietnia 1960 w Mieroszowie) – polski samorządowiec i polityk, ostatni wicewojewoda wałbrzyski.

## Życiorys
Absolwent II Liceum Ogólnokształcącego im. Hugona Kołłątaja oraz Akademii Górniczo-Hutniczej w Krakowie.
W 1990 został burmistrzem Mieroszowa. Należał do Unii Demokratycznej. Po połączeniu UD z Kongresem Liberalno-Demokratycznym członek Unii Wolności. W 1998 w okresie rządu Jerzego Buzka był wicewojewodą wałbrzyskim, ostatnim w historii tego województwa. Od 1998 do 2002 sprawował mandat radnego sejmiku I kadencji. W latach 1999–2001 pełnił funkcję wicemarszałka województwa dolnośląskiego. Zajął się także prowadzeniem własnej działalności gospodarczej.
W 2010 kandydował do sejmiku dolnośląskiego z listy regionalnego komitetu wyborczego. Później związał się z Platformą Obywatelską. 22 grudnia 2014 ponownie został wybrany na wicemarszałka województwa dolnośląskiego. Odwołano go 31 marca 2016. W tym samym roku został kierownikiem jednego z biur Urzędu Miejskiego w Wałbrzychu.
W 1994 otrzymał Brązowy Krzyż Zasługi.